# Pembatatu gongo
Espèce
Pembatatu gongo est une espèce d'araignées aranéomorphes de la famille des Cyatholipidae.

## Distribution
Cette espèce est endémique du Kenya. Elle se rencontre sur le mont Kenya.

## Description
Le mâle holotype mesure 2,15 mm et la femelle paratype 1,94 mm.

## Publication originale
- Griswold, 2001 : A monograph of the living world genera and Afrotropical species of cyatholipid spiders (Araneae, Orbiculariae, Araneoidea, Cyatholipidae). Memoirs of the California Academy of Sciences, vol. 26, p. 1-251 (texte intégral).